# نويشتات أم روبنبرغه
نوياشتات أم روبنبرغه (بالألمانية: Neustadt am Rübenberge) هي بلدة ألمانية تقع في ألمانيا في Hanover region. يقدر عدد سكانها بـ 45,711 نسمة .

## المدن التوأمة
مدينة La Ferté-Macé هي مدينة توأمة لـنوياشتات آم روبنبرغه.

## أعلام
- فريدريش ماير
- فريدريش ديدكايند
- سيباستيان إيرنست
- دينيز ايزيك
- روبرت إنكه